# HMS Thistle (N 24)
El HMS Thistle (N24) fue un submarino de la  clase T o clase Triton de la Marina Real británica. 

## Construcción
Fue puesto en sobre las gradas de los astilleros Vickers Armstrong de Barrow y desde donde fue botado al agua el 25 de octubre de 1938. Tras la finalización de sus obras, fue entregado a la Marina Real británica el 4 de julio de 1939

## Historial
El HMS Thistle tuvo una muy corta carrera en la Marina Real.
Se ordenó al HMS Thistle patrullar el Stavanger, y hundir cualquier buque enemigo que pudiera encontrar ante la inminente invasión alemana de Noruega. El 10 de abril, el HMS Thistle radió su intención de cumplir esta orden con los dos torpedos que le quedaban, tras el ataque fallido contra un U-boat alemán. Con todo lo anterior en mente, el Almirantazgo , cambió sus órdenes para que patrullara en Skudenes. No hubo más contactos con el HMS Thistle.
Posteriormente, se descubrió que el U-4, el U-boat al que el HMS Thistle había atacado previamente, había detectado al submarino inglés en superficie, y lo había hundido con sus torpedos.